# Ipossia
L'ipossia è una condizione patologica determinata da una carenza di ossigeno nell'intero organismo (ipossia generalizzata) o in una sua regione (ipossia tissutale). Il segno più tipico dell'ipossia tissutale è il pallore della cute o delle mucose in sedi specifiche quali il palmo della mano, il padiglione auricolare, la mucosa dell'interno delle labbra e la congiuntiva palpebrale. Essa genera solitamente sincope.

## Descrizione
La persona colpita non riesce a rendersi conto delle condizioni del suo stato. Questo può generare una sopravvalutazione delle proprie ridotte capacità percettive, che possono essere anche fatali. I primi tessuti a risentire della mancanza o del calo di ossigeno sono i tessuti nervosi, in particolare il cervello, l'apparato visivo e quello uditivo, lo scarso apporto di ossigeno al cervello provoca una percezione sbagliata dei colori e scotoma.
Inoltre l'individuo può perdere (o confondere) la sensazione di caldo e freddo: per esempio spesso accade che sopra gli 8000 metri (dove l'ossigenazione è ridotta a causa della bassa pressione) può credere di avere caldo quando la temperatura esterna è inferiore a -50 °C. Il soggetto colpito da ipossia non è in grado di prevedere i sintomi, a meno che non venga messo al corrente del suo stato. Inoltre egli percepisce l'aria più povera o priva di ossigeno o con minor pressione barometrica (rarefazione) esattamente come l'aria con ossigeno.
Se il paziente presenta un basso contenuto di ossigeno nel sangue, si parla invece di ipossiemia. Un'ipossia determinata da totale mancanza di ossigeno è detta infine anossia.
Si parla di ipossia citotossica quando viene ostacolato il trasporto intracellulare di ossigeno, come nel caso di avvelenamento da cianuro. La ipossia eucapnica, infine, si verifica quando la pressione parziale arteriosa dell'anidride carbonica nel sangue è entro valori ritenuti normali.
Un segno di ipossia è individuabile con l'esame emogasanalitico: si definisce ipossia quando la concentrazione parziale di ossigeno è inferiore a 60 mmHg.
Ci sono altri tipi di ipossia: la "ipossia anemica" quando manca il trasportatore di ossigeno, quindi manca l'emoglobina oppure mancano i globuli rossi. La "ipossia ischemica" quando c'è un mancato apporto di sangue ad un tessuto.
Una causa dell'ischemia è l'aterosclerosi (si forma una placca rigida all'interno delle arterie che altera le loro capacità elastiche; questa placca può portare all'occlusione dell'arteria e infine, questa occlusione causa ischemia). L'ischemia rappresenta, inoltre, una delle cause più frequenti dell'infarto. L'infarto più comune è quello del miocardio dove si ha la necrosi di porzioni più o meno estese di tessuto cardiaco dovuta all'occlusione di un'arteria coronaria.
I sintomi dell'ipossia consistono in: stanchezza e sonnolenza, nausea, cefalea, errori di valutazione, lentezza di ragionamento, diminuzione della forza muscolare, convulsioni, tachipnea, cianosi delle labbra (dovuta alla presenza di sangue non ossigenato), ritardo dei tempi delle reazioni nervose.
Vi sono tuttavia condizioni nelle quali l’ossigeno è meno disponibile oppure non può essere completamente utilizzato a livello cellulare.
In questi casi si vengono a determinare i vari quadri di ipossia, termine con il quale si definisce la carenza di ossigeno a disposizione delle cellule.
Riconosciamo quattro differenti tipi di ipossia:
- ipossia ipossica: è provocata dalla diminuita pressione parziale di ossigeno nel sangue che a sua volta è secondaria ad una diminuzione della pressione parziale di ossigeno a livello degli alveoli polmonari. Tra le cause principali di ipossia ipossica troviamo la bassa pressione barometrica, (ovvero la permanenza in quota) e la respirazione di miscele gassose a basso contenuto di ossigeno,  (es.  aria inquinata da gas di scarico);
- ipossia stagnante: si verifica quando si ha un eccessivo rallentamento della circolazione sanguigna e pertanto i globuli rossi non riescono ad arrivare alle cellule e rifornirle di ossigeno con la necessaria tempestività,  (ad esempio in corso di shock, insufficienza cardiaca o in caso di eccessivo abbassamento della pressione arteriosa);
- ipossia anemica: la causa di questo quadro è la diminuita capacità del sangue di captare l’ossigeno; si verifica in caso di anemia ossia di diminuzione di emoglobina nel sangue, in caso di eritropenia ossia di diminuzione del numero di globuli rossi o di intossicazione degli stessi da parte di gas antagonisti dell’ossigeno, quale l’ossido di carbonio;
- ipossia istotossica: in questo caso la presenza dell’ossigeno nei globuli rossi è normale, ma per diversi motivi metabolici esso viene scarsamente o per nulla rilasciato nei tessuti. Un esempio tipico è l’intossicazione da cianuro o molto più comunemente quella da alcool.

### Meccanismo
Una ridotta concentrazione di ossigeno attiva l'HIF (Hypoxia Inducible Factor), un fattore trascrizionale sensibile all'ossigeno. Questo transmigra nel nucleo cellulare dove si lega all'HRE (Hypoxia Response Promoter Element) promuovendo la trascrizione di VEGF e NF-κB.